# Омкарешвар
Омкаре́швар (хинди ओंकारेश्वर, англ. Omkareshwar, «властелин слога „Ом“») — индуистское шиваитское священное место паломничества, расположенное на острове Мандхата на реке Нармада, в округе Кхандва, штат Мадхья-Прадеш, Индия. Это одна из 12 основных шиваитских святынь джьотирлингам. Считается что остров по своей форме напоминает слог Ом. На острове находятся два храма Шивы: Омкарешвар и Амарешвар.
Согласно «Шива-пуране», однажды Брахма и Вишну поспорили о том, кто был верховным божеством во вселенной. Желая проверить их могущество, Шива принял облик джьотирлингама — огромного столпа света, пронзившего все три мира. Вишну и Брахма отправились на поиски концов лингама. Брахма солгал, заявив, что обнаружил один из концов. Когда Вишну признал своё поражение, Шива явился в образе ещё одного гигантского столпа света и проклял Брахму на то, что ему более никто не будет поклоняться. Вишну же наоборот получил от Шивы благословение, согласно которому он впредь должен был стать для всех объектом поклонения. Согласно верованиям индуистов, двенадцать джьотирлингамов расположены в местах, в которых Шива являл себя в этом образе. Изначально существовало 64 джьотирлингам, 12 из которых, известные на сегодняшний день, считаются наиболее священными. Каждое из мест названо по имени находящегося в нём лингама. В каждом из этих мест паломничества основным объектом поклонения выступает лингам.
Непосредственно с Омкарешваром связано несколько легенд. Согласно наиболее известной из них, гора Виндхья захотела стать больше горы Меру и с этой целью начала поклоняться Шиве. В течение шести месяцев гора практиковала суровые аскезы и поклонялась Шиве в образе Омкарешвары. Удовлетворённый Шива даровал горе благословение, согласно которому она могла бесконечно увеличиваться в размерах. Шива поставил только одно условие: Виндхья никогда не должна причинять беспокойство его преданным. По просьбе девов и мудрецов, Шива проявил себя в лингаме, состоявшем из двух частей. Одна часть лингама получила название Омкарешвар, а другая — Амарешвар. Виндхья начала расти, но не сдержала своего обещания. Когда она закрыла собой солнце и луну, девы обратились за помощью к риши Агастье. Вместе со своей женой Агастья убедил Виндхью перестать расти до тех пор, пока они снова не прийдут к ней. Они остались в Шришайлам и так и никогда не вернулись, из-за чего гора перестала расти.
В другом предании рассказывается об аскезе царя Мандхаты и его сына. Мандхата принадлежал к клану Икшваку (предков Рамы). Он долгое время поклонялся Шиве, который в конце концов предстал перед своим преданным в виде джьотирлингама.
В другом индуистском предании говорится о великой битве между девами и данавами, в которой данавы одержали победу. Девы начали молиться Шиве, который принял облик джьотирлингама и разгромил данавов.

## Галерея

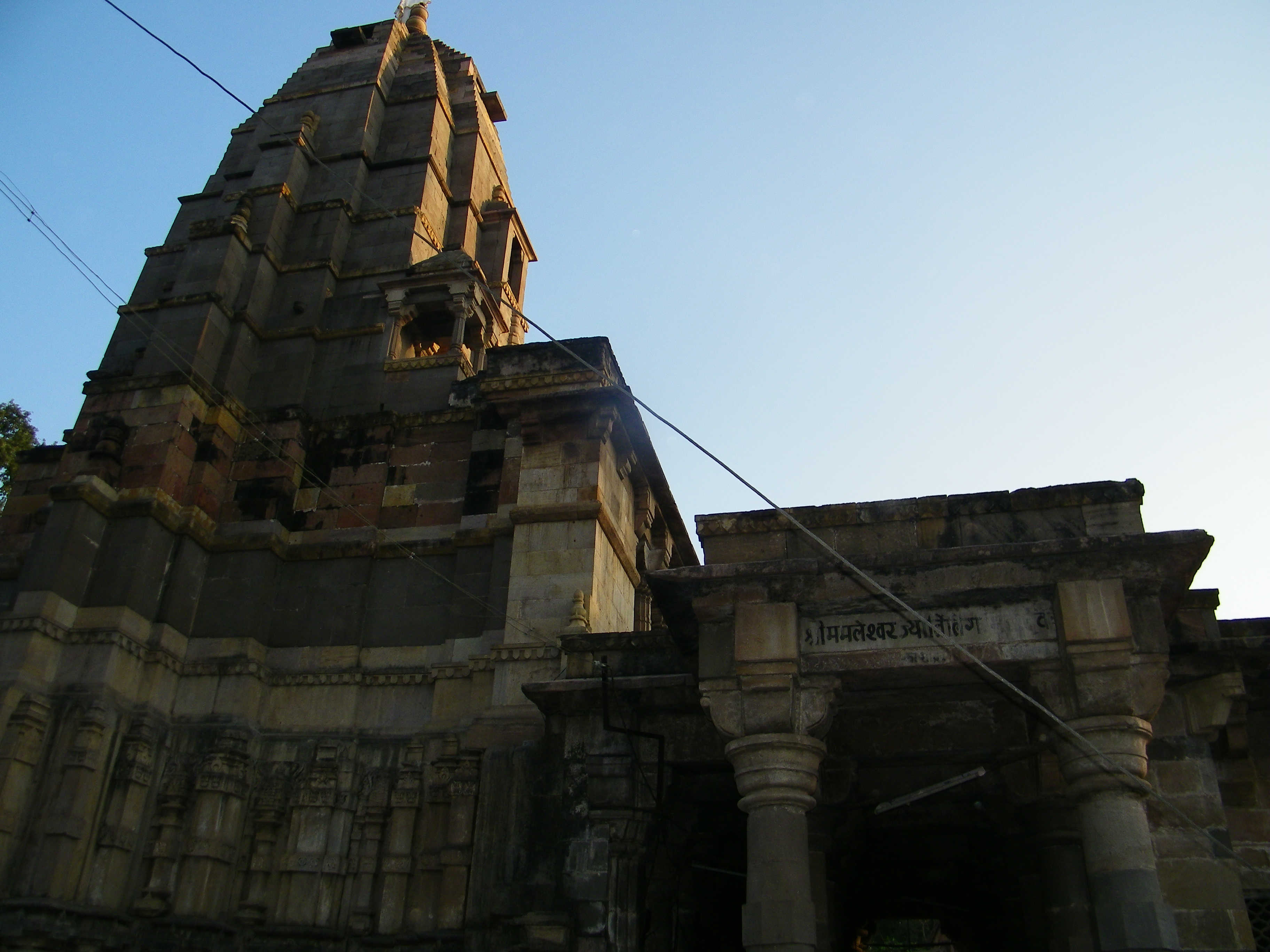
Храм Амарешвара
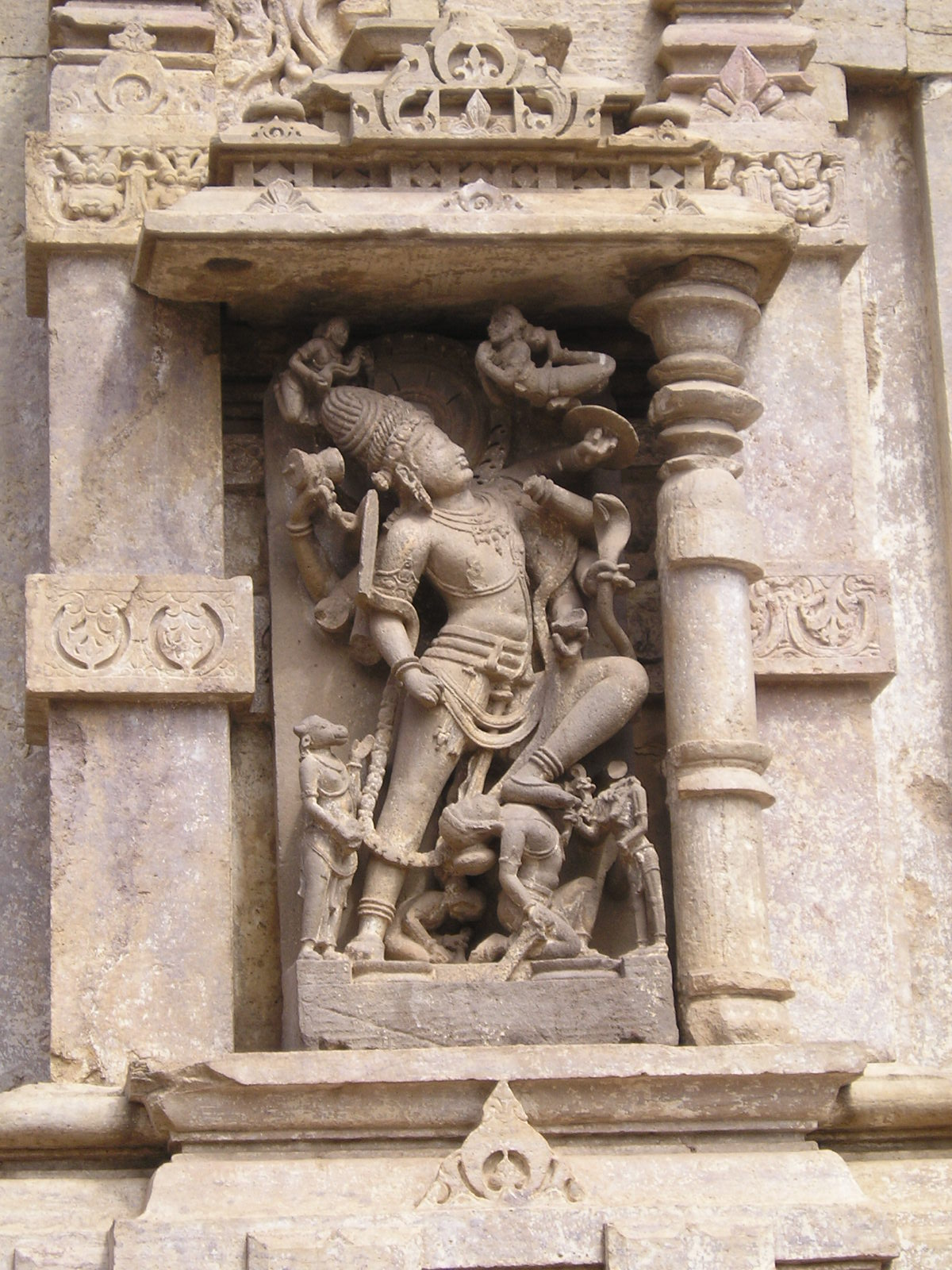
Барельеф в храме Омкарешвара
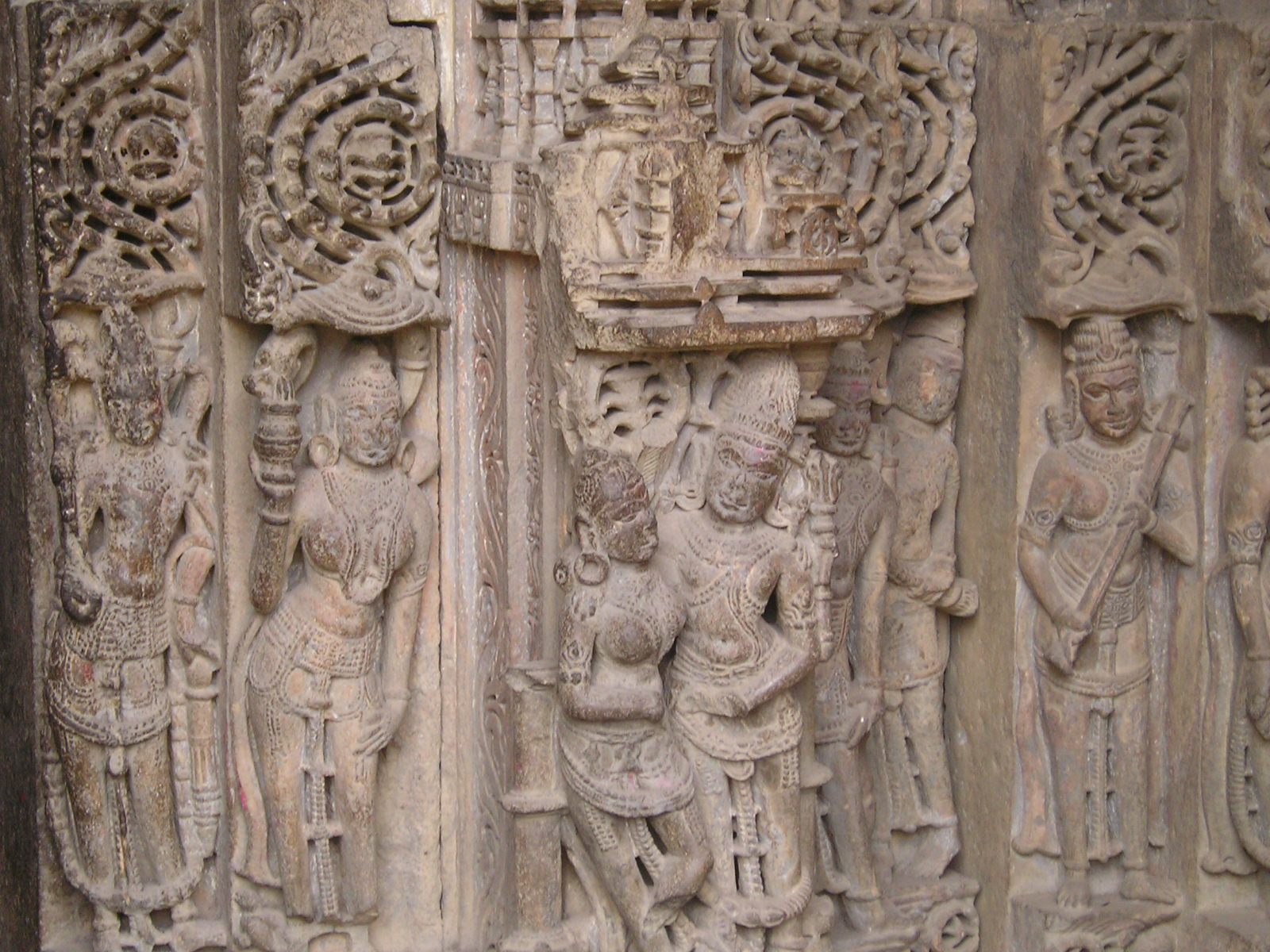
Барельеф в храме Омкарешвара
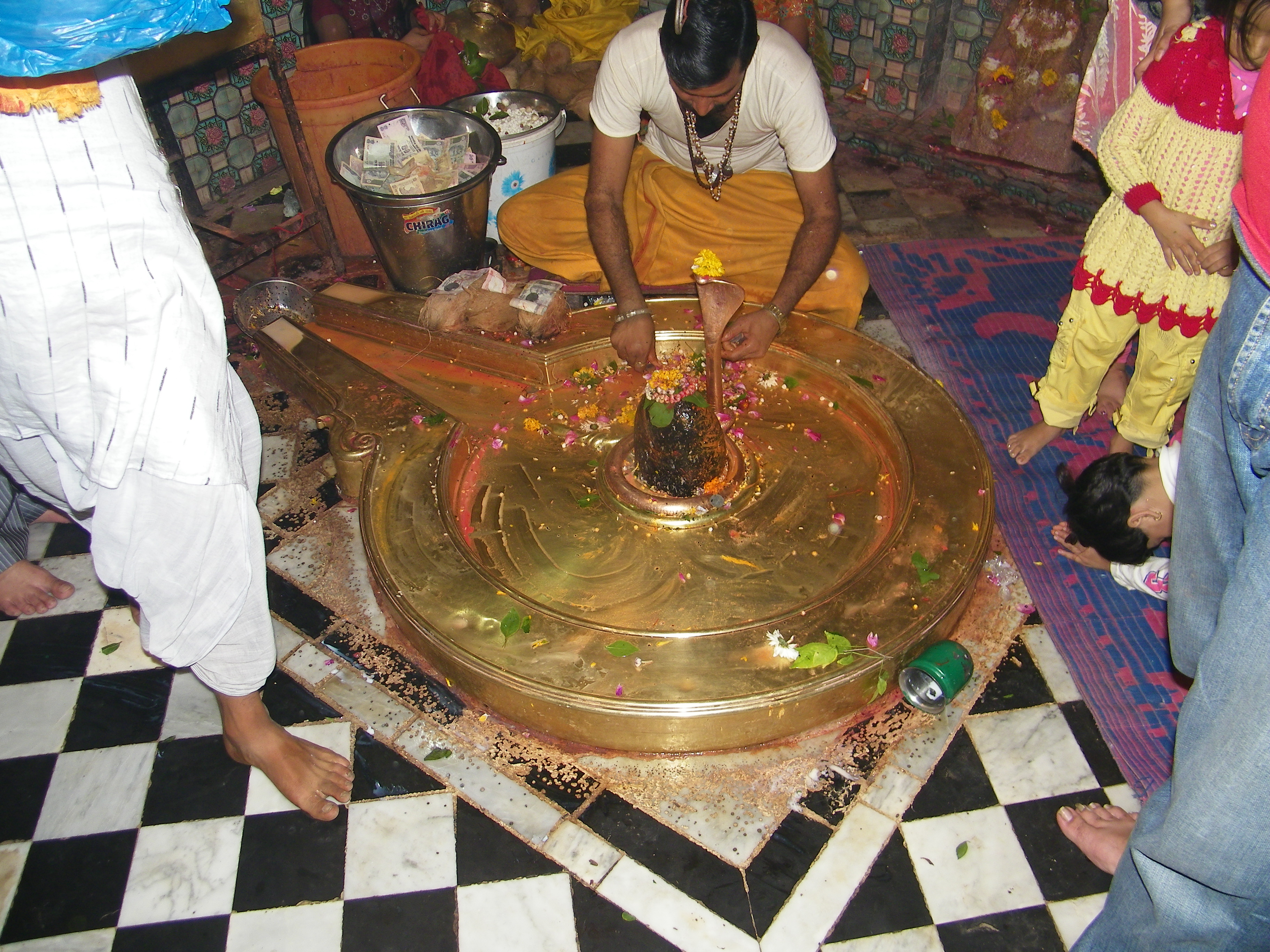
Амарешвар джьотирлингам
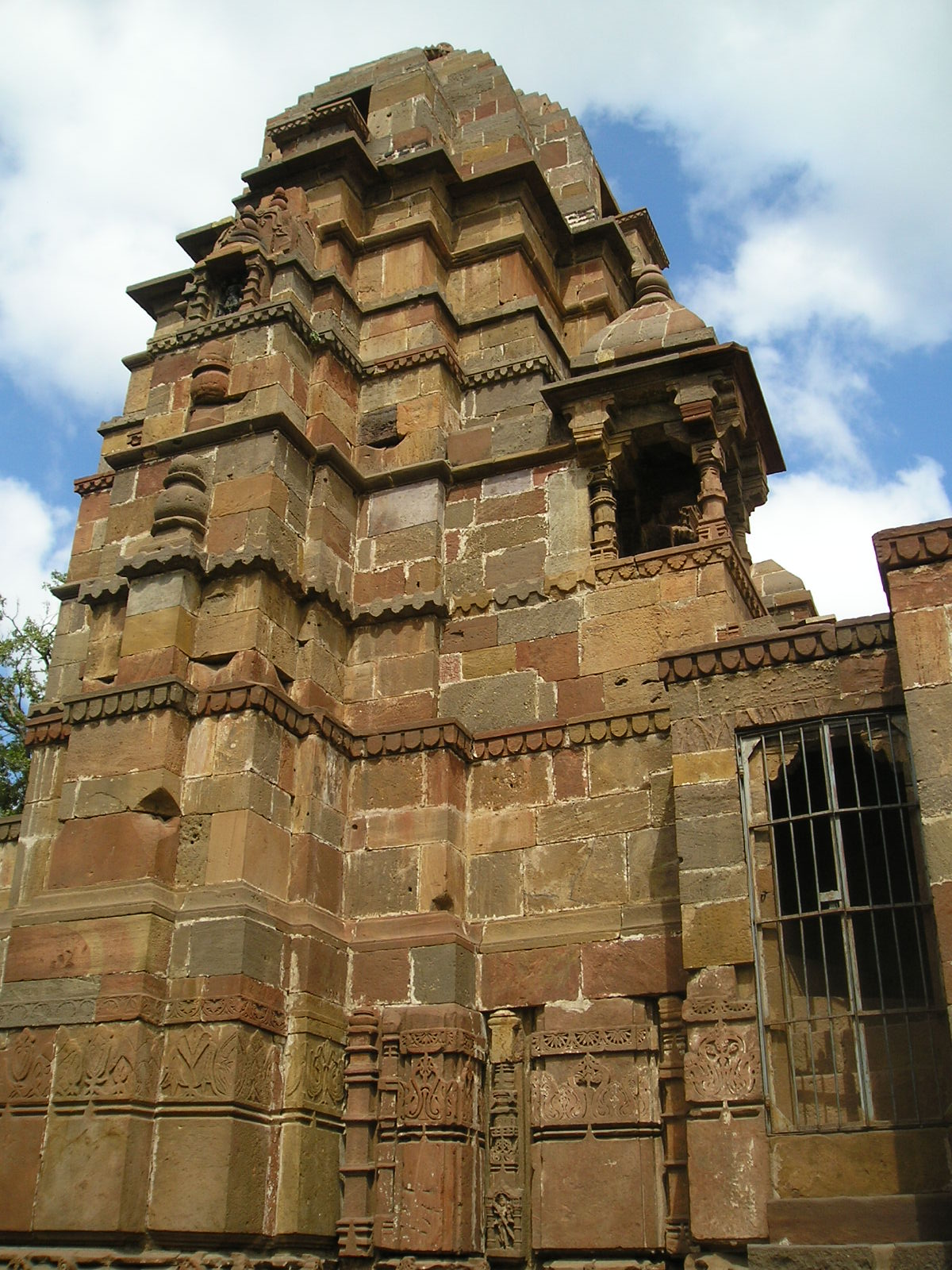
Один из храмов
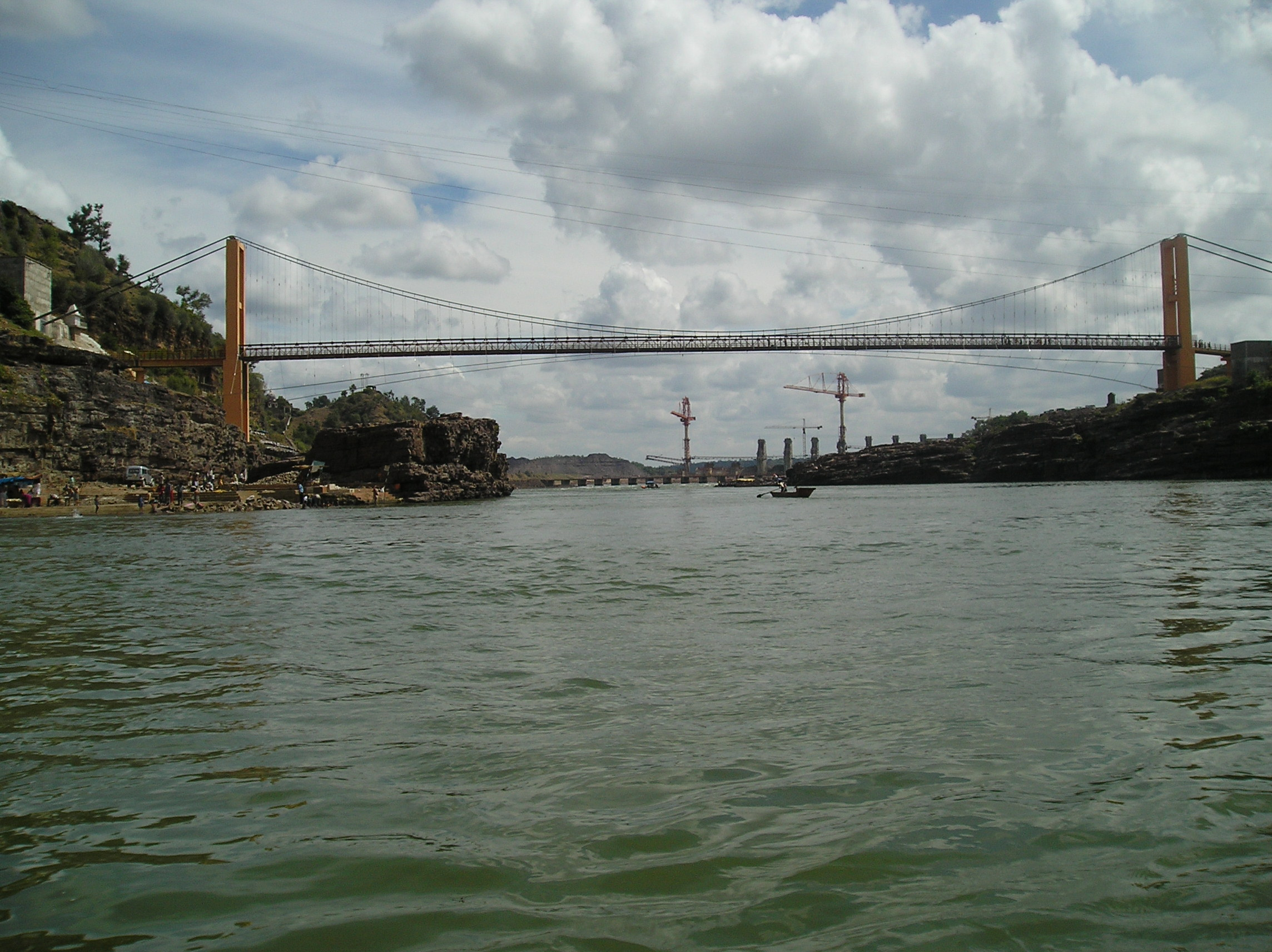
Вид Нармады в Омкарешваре
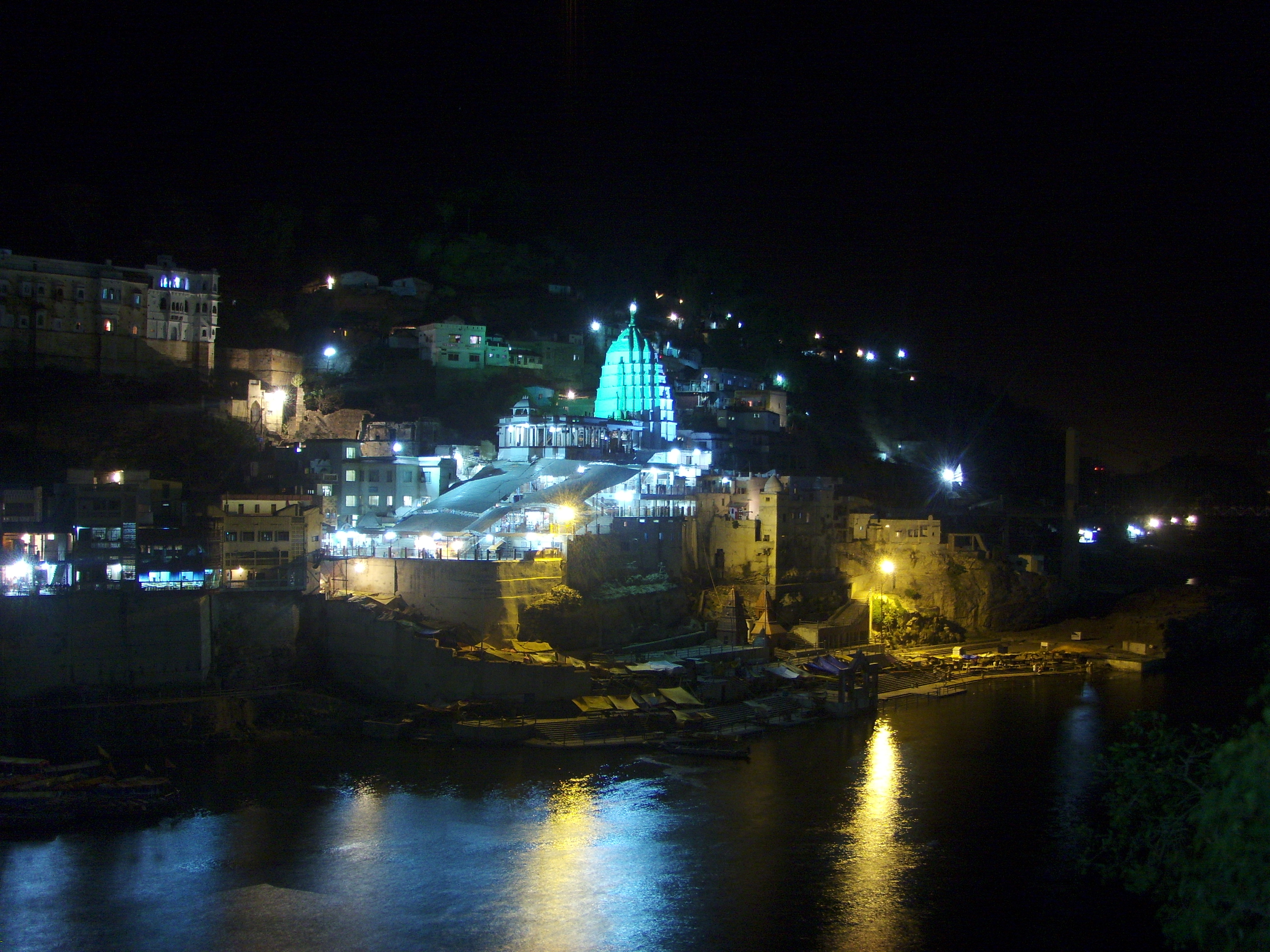
Омкарешвар ночью
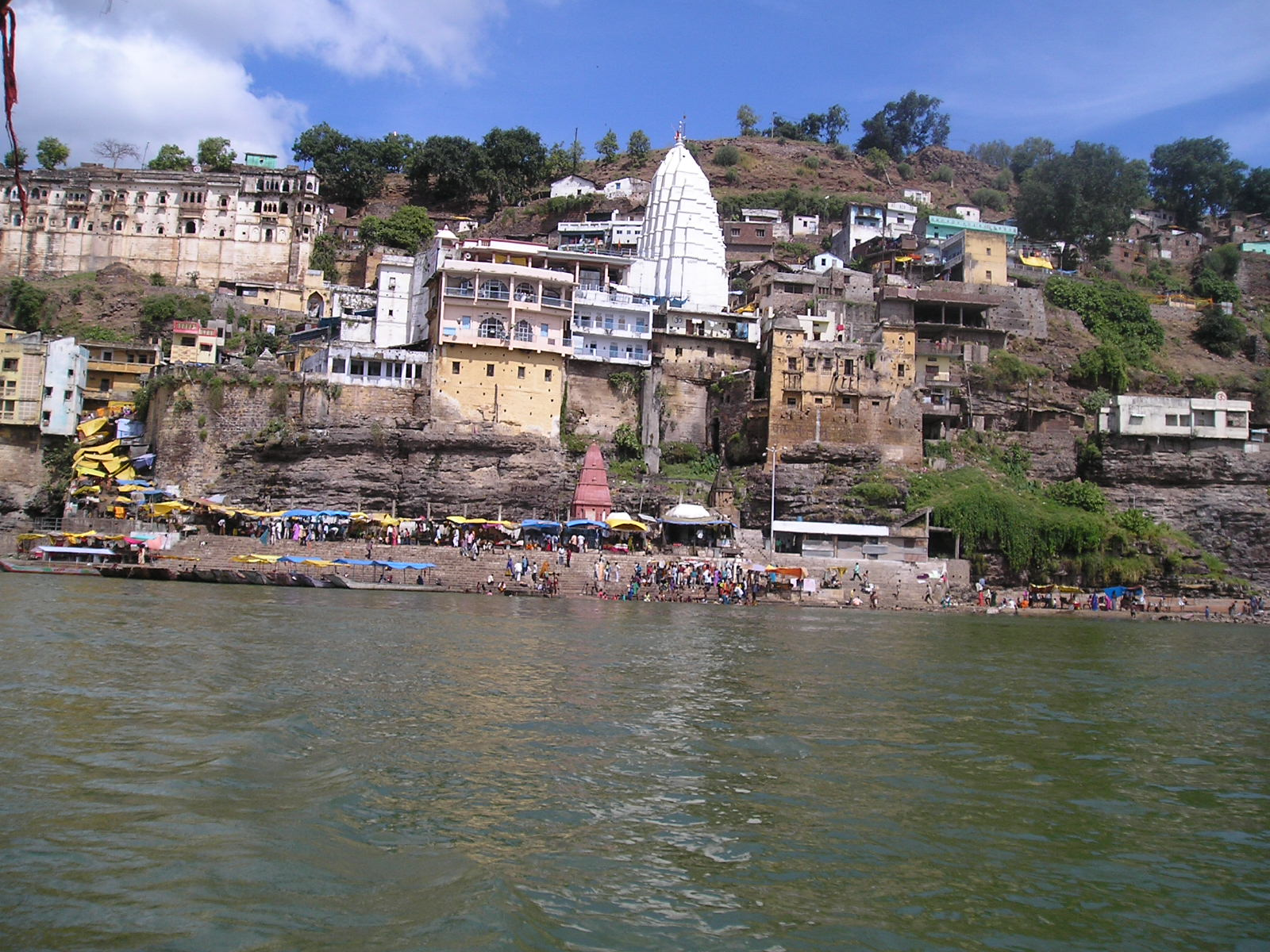
Храм Омкарешвара